# كارل إنكل
كارل إنكل (Carl Enckell؛ سانت بطرسبورغ، 7 يونيو 1876 - هلسنكي، 26 مارس 1959) سياسي وضابط دبلوماسي فنلندي. أول ممثل لفنلندا المستقلة في سانت بطرسبورغ. شغل منصب وزير الخارجية في مناسبات عدة ومندوب فنلندا لدي عصبة الأمم.
تخرج إنكل ضابطاً من مدرسة هامينا الحربية وخدم بعد ذلك في الجيش الامبراطوري الروسي متعلماً الروسية بطلاقة. فاوض إنكل في عام 1917 من أجل الاستقلال فنلندا في سانت بطرسبورغ بصفته وزير أمانة الدولة وممثلا عن مجلس الشيوخ الفنلندي.
مثل كارل إنكل فنلندا المستقلة حديثاً في عصبة الأمم. أثبت جدارته بحل أزمة أولاند - النزاع بين السويد وفنلندا على جزر أولاند - وظل الأرخبيل جزءاً من فنلندا.
خدم إنكل وزيراً للشؤون الخارجية بالفترات 1918 - 1919، 1922، 1924 و 1944 - 1950. كما كان إنكل سفيراً لفنلندا في باريس بين عامي 1919 و 1927 وبعد ذلك امتهن العمل المصرفي. وعاد إلى السلك الدبلوماسي في عام 1944، شغل منصب نائب رئيس وفد السلام الفنلندي وفي 10 فبراير من عام 1947 ووقـّع معاهدة باريس للسلام عن الجانب الفنلندي.

## روابط خارجية
- كارل إنكل على موقع IMDb (الإنجليزية)
- كارل إنكل على موقع مونزينجر (الألمانية)